# Michael Butrej
Michael Butrej (* 26. Juni 1968 in Nürnberg) ist ein ehemaliger deutscher Fußballspieler.

## Karriere
Butrej gehörte in der Saison 1991/92 dem Kader des Bundesligisten 1. FC Nürnberg an, für den er jedoch in keinem Punktspiel eingesetzt wurde.
Die Saison 1992/93 spielte er für Eintracht Braunschweig in der 2. Bundesliga und kam in 36 Punktspielen, in denen er vier Tore erzielte, zum Einsatz. Sein Zweitligadebüt zum Saisonauftakt krönte er mit dem 1:0-Siegtreffer im Heimspiel gegen den SV Meppen. 
Von 1993 bis 1997 war er für den Ligakonkurrenten VfL Wolfsburg aktiv, begann mit 29 Punktspielen, in denen er zwei Tore erzielte, und schloss mit ihm in seiner letzten Saison, in der er lediglich vier Punktspiele bestritt, diese als Zweitplatzierter ab, was den erstmaligen Aufstieg in die Bundesliga bedeutete – jedoch ohne ihn, er verließ den Verein. Mit dem VfL stand er 1995 im Berliner Olympiastadion ausgetragenen Pokalfinale. Das Spiel gegen Borussia Mönchengladbach wurde mit 0:3 verloren, er wurde beim Stand von 0:2 für Detlev Dammeier in der 75. Minute eingewechselt.
Die Saison 1997/98 spielte er für den Zweitligaabsteiger VfB Lübeck in der Regionalliga Nord und bestritt für ihn 28 Punktspiele.
Mit der Saison 1998/99 und 1999/2000 folgten zwei Spielzeiten in Österreich für den Bundesligisten SC Austria Lustenau. Für die Mannschaft bestritt er das Viertelfinale um den ÖFB-Cup, das am 6. April 1999 daheim gegen LASK Linz mit 0:1 verloren wurde. Ferner nahm er 1999 am UEFA Intertoto Cup teil und bestritt die beiden, jeweils mit 2:1 gewonnenen Zweitrundenspiele gegen den slowenischen Vertreter NK Rudar Velenje und das mit 0:1 bei Stade Rennes verlorene Drittrunden-Rückspiel; die Auswärtstorregel entschied für das Weiterkommen des französischen Vertreters. Mit dem Abstieg in die Erste Division am Saisonende, verließ er den SC Austria Lustenau und kehrte nach Deutschland zurück.
Im Jahr 2000 schloss er sich dem VfR Aalen in der drittklassigen Regionalliga Süd an. Am Ende seiner zweiten Saison schloss seine Mannschaft diese als Viertplatzierter ab. Seine letzte Saison im Leistungsfußball bestritt er für den Ligakonkurrenten und im Saarland beheimateten SV Elversberg.
Von 2003 bis Jahresende 2006 spielte er für die Sportfreunde Dorfmerkingen in der Verbandsliga Württemberg, bevor er sich zu Jahresbeginn 2007 dem TV Bopfingen in der gleichnamigen Stadt im Ostalbkreis anschloss und nach Rückrundenschluss seine Karriere beendete.

## Erfolge
- DFB-Pokal-Finalist 1995
- Aufstieg in die Bundesliga: 1997